# Rheocricotopus notabilis
Rheocricotopus notabilis är en tvåvingeart som beskrevs av Caspers 1987. Rheocricotopus notabilis ingår i släktet Rheocricotopus och familjen fjädermyggor.
Artens utbredningsområde är Portugal. Inga underarter finns listade i Catalogue of Life.